# Gaozhou
Gaozhou (高州 ; pinyin : Gāozhōu) est une ville de la province chinoise du Guangdong. C'est une ville-district placée sous la juridiction de la ville-préfecture de Maoming. On y parle le cantonais. Sa superficie est de 967,4 km².

## Démographie
La population du district était de 1 464 609 habitants en 1999.